# Friday the 13th: The Final Chapter
Friday the 13th: The Final Chapter (conocida en España como Viernes 13 4ª Parte: Último Capítulo y en Hispanoamérica 
como Viernes 13 Parte 4: Capítulo Final) es una película estadounidense de terror de 1984 dirigida por Joseph Zito. Es la cuarta parte de la saga de Viernes 13. A pesar de las malas críticas que recibió, la película logró ser un éxito en taquilla, hecho que dio origen a una secuela titulada Friday the 13th Part V: A New Beginning en 1985.
Tras los eventos de la película Friday the 13th Part III, Jason Voorhees regresa a Crystal Lake y centra su matanza en una familia y un grupo de adolescentes después de revivir de su herida mortal en el cráneo. La película fue protagonizada por Corey Feldman, Ted White, Kimberly Beck y Crispin Glover.

## Argumento
La noche después de la masacre en Higgins Haven, la policía limpia los terrenos y el cuerpo de Jason Voorhees, que se cree que está muerto, es llevado a la morgue. Jason revive espontáneamente y escapa de la cámara frigorífica del hospital, asesinando al forense Axel Burns con una sierra para metales y destripando a la enfermera Robbie Morgan con un bisturí. Al día siguiente, un grupo de adolescentes conduce hasta Crystal Lake para pasar el fin de semana. El grupo está formado por Paul, su novia Sam, la virgen Sara, su novio Doug, el torpe Jimmy y el bromista Ted. En el camino, el grupo se encuentra con la lápida de Pamela Voorhees y un autoestopista, a quien Jason pronto mata.
Los adolescentes llegan y conocen a los vecinos Trish Jarvis, su hermano Tommy de doce años y el perro de la familia, Gordon. Mientras salen a caminar al día siguiente, los adolescentes conocen a las hermanas gemelas Tina y Terri y se bañan desnudos con ellas. Trish y Tommy aparecen en escena, y Trish es invitada a una fiesta que tendrá lugar esa noche. Luego, cuando su auto se descompone, un joven llamado Rob Dier ayuda a Trish y Tommy. Lo llevan a su casa, donde conoce a su madre. Tommy le muestra varias máscaras de monstruos que hizo antes de que Rob se vaya de campamento.
Más tarde esa noche, los adolescentes comienzan la fiesta. Una Sam celosa ve a Tina coqueteando con Paul y se va. Ella sale al lago, donde Jason la empala desde debajo de una balsa con un machete. Cuando Paul sale a buscarla, es arponeado en la ingle. Terri intenta irse temprano de la fiesta, pero Jason la apuñala con una lanza antes de que pueda subirse a su bicicleta. La Sra. Jarvis llega a casa y descubre el corte de energía. Mientras busca a sus hijos y a Gordon, muere fuera de pantalla. Trish y Tommy pronto llegan y se dan cuenta de que su madre no está. Trish va a buscarla y encuentra el campamento de Rob. Se revela que Rob es el hermano de Sandra Dier de la segunda entrega. Rob le explica además que Jason todavía está vivo y que vino a Crystal Lake para vengar la muerte de su hermana. Preocupados por la seguridad de Tommy, Trish y Rob regresan a la casa.
Después de acostarse con Tina, Jimmy baja a buscar una botella de vino. Jason le sujeta la mano con un sacacorchos antes de golpearle la cara con un cuchillo de carnicero. Tina mira por la ventana de arriba y descubre que la bicicleta de su hermana todavía está allí. Jason luego irrumpe por la ventana y la arroja a su muerte, chocando contra el auto. Mientras un Ted drogado mira películas de ciervos con un proyector de películas, se acerca demasiado a la pantalla del proyector y es apuñalado en la cabeza con un cuchillo de cocina desde el otro lado. Jason luego sube las escaleras, donde Doug y Sara terminan de hacer el amor en la ducha. Después de que Sara se va, Jason mata a Doug aplastando su cabeza contra los azulejos de la ducha. Cuando Sara grita al encontrar el cuerpo de Doug, intenta escapar pero recibe un hacha doble en el pecho.
Trish, Rob y Gordon van a la casa de al lado para investigar y descubren los cuerpos de los adolescentes. Gordon huye y Jason mata a Rob en el sótano mientras Trish corre a casa y toma el machete de Rob. Ella y Tommy bloquean la casa, pero Jason irrumpe y los persigue hasta la habitación de Tommy. Trish atrae a Jason fuera de la casa y escapa, luego regresa a casa y se siente devastada al saber que Tommy no se escapó. Ella siente a Jason detrás de ella y trata de luchar contra él con el machete, pero es dominada. Habiéndose disfrazado para parecerse a Jason cuando era niño, Tommy lo distrae el tiempo suficiente para que Trish lo golpee con el machete, pero ella simplemente le quita la máscara. Mientras Trish se queda horrorizada ante la cara deformada de Jason, Tommy toma el machete y lo golpea en un costado de su cráneo, lo que provoca que se derrumbara en el suelo y se partiera la cabeza al impactar. Cuando Tommy se da cuenta de que los dedos de Jason se mueven ligeramente, continúa golpeando su cuerpo, gritando: "¡Muere! ¡Muere! ¡Muere!" mientras Trish grita repetidamente su nombre.
En el hospital, Tommy visita a Trish. Él entra corriendo, la abraza y con una mirada perturbada mira fijamente a la cámara.

## Reparto
| - Kimberly Beck es Patricia "Trish" Jarvis. - Erich Anderson es Rob Dier. - Crispin Glover es Jimmy Mortimer. - Corey Feldman es Tommy Jarvis. - Peter Barton es Doug Bell. - Clyde Hayes es Paul Guthrie. - Barbara Howard es Sara Parkington. - Lawrence Monoson es Ted Cooper. | - Joan Freeman es Mrs. Tracy Jarvis. - Judie Aronson es Samantha "Sam" Lane. - Camilla More es Tina Moore. - Carey More es Terri Moore. - Lisa Freeman es Robbie Morgan. - Bonnie Hellman es la autoestopista. - Bruce Mahler es Axel. - Ted White es Jason Voorhees (sin acreditar). |

## Producción
Cuando se estrenó la tercera parte de la saga, se suponía inicialmente que terminaría la serie como una trilogía. En 1983 corrió el rumor de que Paramount había facturado la cuarta entrega como "El capítulo final", ya que se la compañía no quería tener ninguna asociación con la serie, siendo ésta la posible razón por la que se quiso culminar con la saga de Viernes 13 en este punto. Los ejecutivos de Paramount eran conscientes de que el género slasher había perdido interés y pensaron que era una buena opción concluir la serie. Frank Mancuso, Jr. (hijo del CEO de Paramount, Frank Mancuso, Sr.) decidió que matar a Jason era una buena idea, pues quería enfocarse en otro tipo de proyectos cinematográficos.

### Guion
Joseph Zito, director de la película slasher El asesino de Rosemary, fue escogido inicialmente para dirigir y escribir el guion. Aunque Zito no era guionista, el contrato le permitía recibir el doble de dinero por realizar ambos trabajos, lo que lo llevó a aceptar. Zito usó secretamente su salario extra para contratar a Barney Cohen para escribir el guion. Este proceso implicó que Zito hiciera largas llamadas nocturnas con Phil Scuderi para discutir la historia y el guion de la película. Más tarde Zito se reunió con Cohen en un apartamento de Nueva York para usar los conceptos que Scuderi había ofrecido para convertirlos en el guion definitivo.
En la serie de Viernes 13 siempre ha habido jóvenes atractivas como protagonistas enfrentándose a Jason en las escenas finales. A diferencia de sus predecesores, esta es la primera entrega de la serie que tiene dos sobrevivientes y uno de ellos es masculino, pero actualmente es la única entrega en la que el superviviente es un niño. Los realizadores creían que nunca antes habían visto algo semejante en las películas slasher y querían crear personajes que el público no quisiera ver heridos o asesinados. Al incluir a la familia Jarvis (madre divorciada, hija adolescente, hijo preadolescente) los realizadores intentaron darle mayor diversidad dramática a la historia.

### Casting
La actriz Camilla More audicionó para el papel de Samantha, pero cuando los cineastas descubrieron que tenía una hermana gemela llamada Carey, en su lugar se les ofrecieron los papeles de Tina y Terri. Carey More había aparecido junto a su hermana en un comercial de gomas de mascar Doublemint.
Amy Steel, actriz que interpretó a la heroína Ginny Field en la segunda parte de la serie, habló con el actor Peter Barton para que participara en la película. Tanto él como Steel coprotagonizaron la comedia The Powers of Matthew Star. Cuando se canceló la serie, se le ofreció a Barton un papel en la película. Inicialmente Barton tenía reservas, ya que no quería formar parte del género de terror, especialmente debido a que no le gustó trabajar en la película Hell Night. Sin embargo, gracias a la participación de Steel en la segunda entrega, la actriz convenció a Barton para que participara en la película.
El maquillador Tom Savini, que trabajó en la primera entrega de la serie, decidió volver a trabajar en la película, ya que quería matar al personaje de Jason, a quien ayudó a crear.

### Filmación

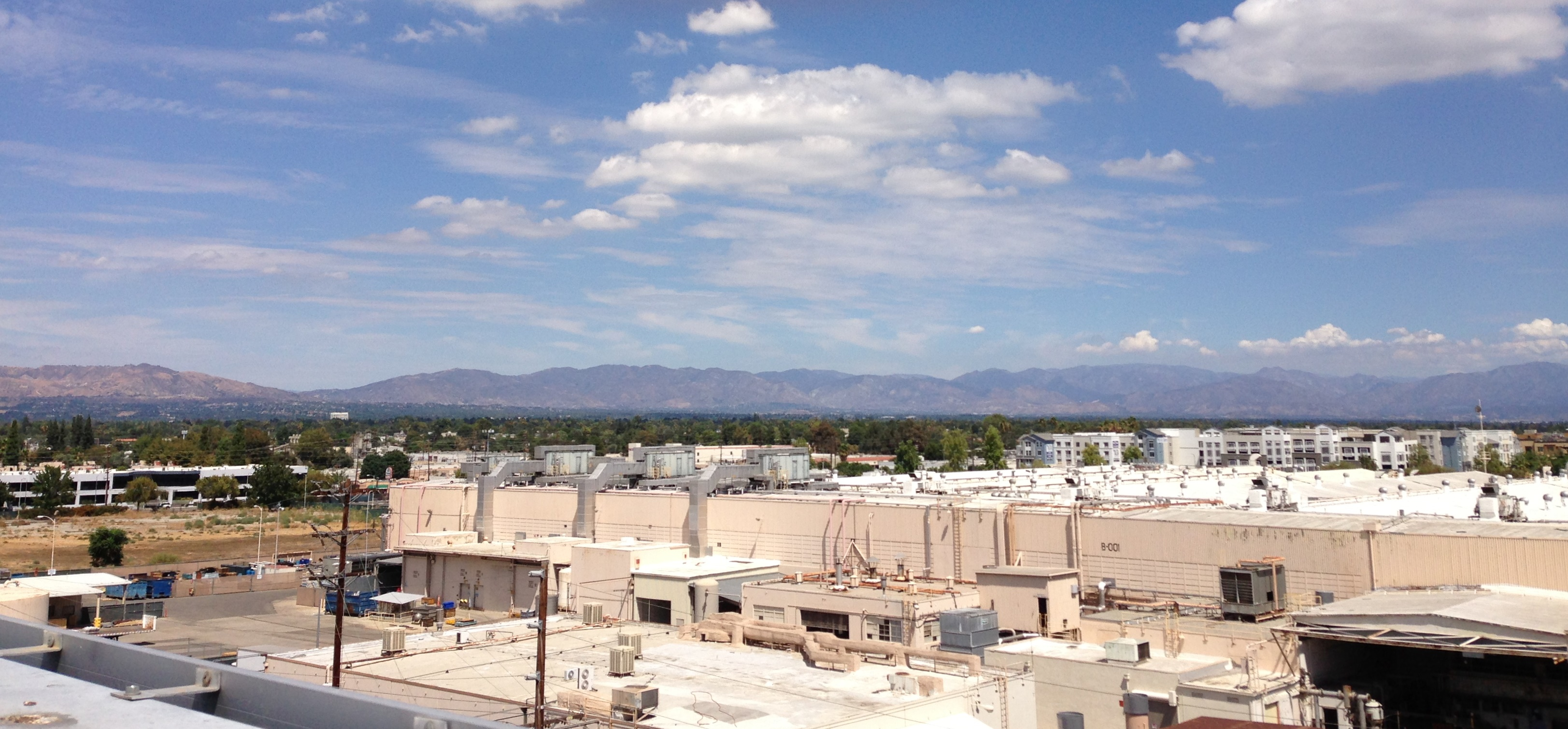
Panorámica de Topanga, uno de los lugares de filmación de la película.

El rodaje se rodó desde octubre de 1983 y finalizó en enero de 1984 en Topanga Canyon y Newhall, California. Hubo muchos problemas de producción en el set. Debido a la mala relación de Joseph Zito con los actores y al reducido presupuesto de la película, muchos de los actores tuvieron que realizar acrobacias incómodas o peligrosas durante la grabación. Se requirió que Judie Aronson permaneciera sumergida en un lago casi congelado (por lo que desarrolló hipotermia) y Peter Barton fue golpeado contra la pared de la ducha cuando Jason lo atacó. Ted White, actor que interpretó a Jason, se mostró incómodo por el trato que se le daba a sus compañeros de reparto, por lo que amenazó a Zito con abandonar el proyecto si no se le permitía a Aronson salir del lago entre las tomas. Ted White y Zito mantuvieron una relación hostil en el set, lo que terminó con el propio White exigiendo que su nombre fuera eliminado de los créditos. Según White, Corey Feldman nunca pudo estar cómodo en el set debido al trato brindado por Zito. Al filmar la escena en la que Tommy corta el cuerpo de Jason con un machete (en realidad dos sacos de arena), Feldman fingió que los sacos de arena golpeados eran el cuerpo de Zito. Según el libro Crystal Lake Memories: The Complete History of Friday the 13th, la actriz Kimberly Beck afirmó que odia el género de terror. Además de esto, ella sintió que estaba trabajando en una película de clasificación C en lugar de una película de clasificación B. Durante el rodaje, Beck experimentó extraños encuentros, incluido un hombre que la miraba mientras corría por el parque y recibía extrañas llamadas telefónicas a todas horas. Estos hechos concluyeron cuando se terminó la producción de la cinta.

## Final alternativo
Un final alternativo para la película, incluida en la "Deluxe Edition" de 2009 en DVD, muestra una secuencia de un sueño donde Trish y Tommy despiertan a la mañana siguiente, después de matar a Jason, con el sonido de las sirenas de la policía. Trish envía Tommy a convocar a los policías que han llegado al lado. En ese momento se da cuenta de agua que gotea del techo y se va a investigar. Ella entra en el baño de arriba, y encuentra el cadáver de su madre flotando en una bañera llena de agua con sangre. Trish levanta a su madre para sacarla de la bañera, lo que provoca que los ojos de la señora Jarvis se abran revelando un color blanco y carente de iris. Jason aparece de repente por detrás de la puerta del baño y se prepara para atacar a Trish. Trish  de repente se despierta en el hospital en un evocador escenario de la final de la primera película. En su comentario, el director dice que esta escena fue cortada porque interfería con la idea de que este sería el final de la saga.

## Recepción
Rotten Tomatoes reporta que apenas el 25% de 24 críticos de cine le han dado una calificación positiva a la película, con un índice de audiencia promedio de 4.2 sobre 10. Gene Siskel y Roger Ebert se refirieron a la cinta como un "inmoral y reprensible pedazo de basura". Scott Meslow la llamó un "cínico reencauche" de las películas anteriores, resaltando sin embargo que la película intenta enfocarse más en los personajes que en la sangre misma. En una crítica retrospectiva, Kyle Anderson de Entertainment Weekly se refirió a la cinta como la mejor de la serie, especialmente por su narrativa y la originalidad de los asesinatos.